# Antonio Olivi
Antonio Olivi (Treviso, ... – Mestre, 27 ottobre 1848) è stato un patriota e militare italiano, tenente nell'esercito della Repubblica di San Marco, guidò la sortita di Mestre del 27 ottobre 1848.

## Biografia

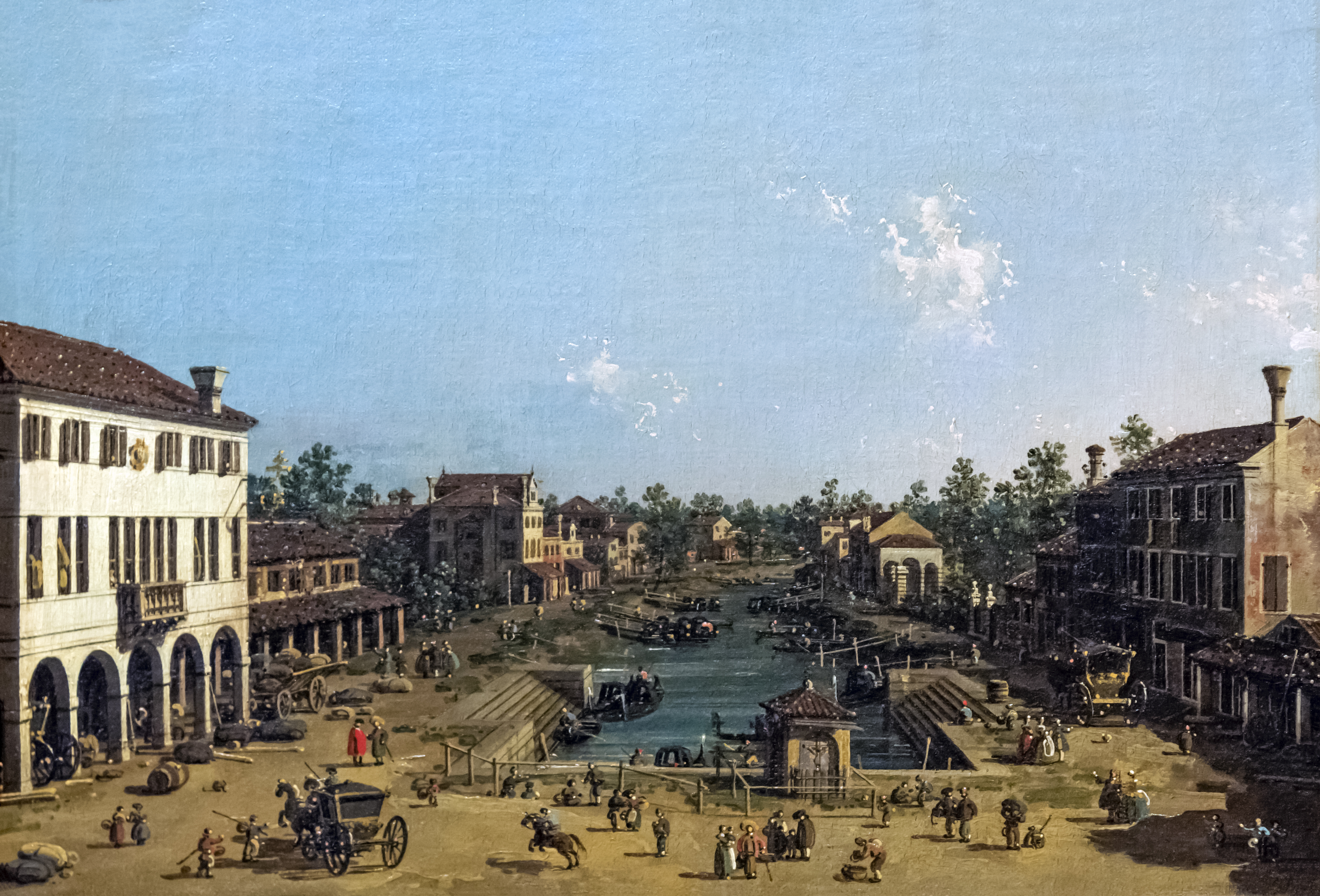
"Mestre alle Barche" di Giovanni Antonio Canal, detto Canaletto (Venezia 1697-1768). Dipinto di metà '700.

Figlio di Giuseppe Antonio Olivi, podestà di Treviso tra il 1847 e il 1852, partecipò ai moti del 1848, e quando Treviso venne conquistata dagli austriaci espatriò insieme alla moglie Giulia e al più piccolo dei loro tre figli.

Sortita di Mestre, via delle Muneghe (poi via Alessandro Poerio). Particolare combattimenti sulla via e sul Ponte della Campana del 27 ottobre 1848.

Mestre, foto primi '900. Piazza Barche (rinominata piazza XXVII Ottobre), con la Colonna della Sortita (1886), vista verso ovest. L'imbocco su via "delle Muneghe" (poi via Alessandro Poerio). La via Olivi, è la strada a 50 metri sulla sinistra, dopo la casa. Sullo sfondo il campanile di San Lorenzo, dal quale sparavano gli austriaci nel 1848.

Insieme ai fratelli Ferrante e Giulio partecipò ai combattimenti in tutta Italia e con il grado di tenente prese parte alla difesa della Repubblica di Venezia.
Gli venne affidato il comando dell'operazione poi nota come "sortita di Mestre", una sortita da Forte Marghera destinata a riconquistare la città di Mestre, presa dagli austriaci il 18 giugno .
Il 27 ottobre del 1848, all'alba, a capo di 2000 uomini (I battaglione "Italia Libera") attaccò gli austriaci a San Giuliano, ricacciandoli verso Treviso.
Si ricongiunse con circa 1500 patrioti mestrini in piazza Barche e si diresse quindi verso il ponte della Campana, unico accesso per la piazza Maggiore e per il centro cittadino.

Mestre piazza Barche, rinominata XXVII Ottobre, con la Colonna della Sortita.

Qui dovette affrontare la difesa austriaca, forte di quattro cannoni, di posizioni difensive nelle case vicine e nell'attiguo campanile e l'uso di "mitragliatrice" (o meglio l'uso delle "bombe a mitraglia", con effetti similari).
Dopo tre assalti respinti, gli italiani presero possesso delle case sulla via delle Muneghe (poi via Poerio) per contrastare il fuoco proveniente dalle case requisite dagli austriaci, ed al quarto assalto misero in fuga i soldati croati.
Gli austriaci ripiegarono sul ponte delle Erbe per permettere al comando di lasciare la Torre civica.
La battaglia si concluse vittoriosamente per gli italiani, ma Antonio Olivi, come Alessandro Poerio fu tra i caduti (a causa proprio della citata "bomba mitraglia": " ... Fra il guasto della mitraglia che gli straziava i visceri ...").
A ricordo di tali eventi, a Mestre affacciandosi sul ponte delle Erbe è visibile una palla di cannone tumulata nel muro dal mestrino Luigi Rallo (1811-1883), che visse i fatti del 1848/49 in prima persona, essendo il titolare dello storico negozio di colori lì ospitato sin dal 1848 (e con ternine nel 1943), proprio nell'attuale edificio in cui il proiettile è murato .: la si vede - nella facciata dalla parte del fiume - di una casa all'angolo tra il ponte e l'attuale via Daniele Manin.

Mestre: slargo - piazzetta "ai capuccini", foto verso via Antonio Olivi (sulla dx): sull'edificio (già anche adibito a casino, fino agli anni '50 del 900) c'è la lapide a ricordo dei sergenti polacchi Costantino Miskiewicz e Isidoro Dembowski, "ivi deceduti" nella Sortita di Mestre del 27 ottobre 1848.

Nel 1898 la città di Mestre ricevette la XI^ Medaglia d'oro al Valor Risorgimentale (1898, la medaglia d'oro fu istituita dal Re Umberto I come distintivo d'onore alle città ... "in ricompensa del valore dimostrato dalla cittadinanza alla presa del forte di Marghera la notte del 22 marzo 1848 e nella sortita di Marghera del 27 ottobre successivo ...") ed in tale occasione la piazza Barche fu rinominata "piazza Ventisette Ottobre" (dove sin dal 1886 era stata inaugurata la "Colonna della Sortita"), mentre diverse strade furono rinominate e dedicate ai caduti ed agli "eroi" del periodo storico (via Alessandro Poerio, via Guglielmo Pepe, altre).
Una via venne dedicata anche ad Antonio Olivi e in una casa d'angolo, presso la chiesa dei frati cappuccini, una lapide ricorda i sergenti polacchi Konstanty Miśkiewicz, italianizzato come Costantino Miskiewicz, e Izydor ("Isidoro") Dembowski, anch'essi caduti in battaglia contro gli austro-ungarici.
In memoria di Antonio Olivi venne tenuta un'orazione funebre dell'abate trevigiano Giambattista Rambaldi
SULLA SPOGLIA DI ANTONIO OLIVI DI TREVISO
PRIMO TENENTE NEL I.° BATTAGLIONE ITALIA LIBERA
CADUTO NEL GLORIOSO FATTO DI MESTRE IL 27 OTTOBRE 1848.
Parole
Non sono appena che quaranta ott'ore, e queste membra agghiacciate, quest'occhi impietriti, questo cuore inceppato, erano pieni di movimento, di slancio e di battiti generosi.
Non sono appena che quaranta ott'ore, e la giovane persona del nostro cittadino, oh! quanto da noi amato! si prestava al nostro sguardo nel modo più splendido pel disprezzo del dolore e della morte, per la forza d'amima portata al suo più alto grado d'energia e d'eroismo italiano, e adesso noi la veggiamo un corpo grave che non ha impulsi che dal proprio peso meccanico!
Gran Dio! A quali prove ci riserbasti! Quando cade un italiano, cade l'intelligenza e il cuore, le immagini più sublimi della tua essenza; quando cadono mille croati cadono degli esseri indifferenti di affetto, incapaci di appassionarsi, privi d'organi per sentire nobilmente.
Gran Dio! A quali prove ci riserbasti! Quando cade un italiano, cade un figlio di questo cielo d'oro e d'azzurro, di questa terra imbalsamata dai cedri e dagli aranci, ove tu, o gran Dio, sei lo splendore dei nostri soli, il riso delle nostre colline, e l'incanto dei nostri laghi; ove tu hai dato l'impronta di un popolo civilissimo per l'ingegno, pel sentimento del bello, per l'eleganza della parola e della sociabilità, per l'amore, la fantasia, e per l'ardor della gloria; e quando cadono mille croati cadono della gente da covile e da tana vivente sotto un cielo nebbioso e monotono, cresciuta in seno ad una squallida natura, fra le spelonche e le belve coll'istinto dei nomadi e dei bruti!
E Antonio Olivi pieno la mente e il petto di patriotico amore cadeva vittima dei croati! ... Fra il guasto della mitraglia che gli straziava i visceri le sue prime parole furono all'Italia; poiché l'Italia una, libera, indipendente come la fece il Creatore era il voto più ardente dell'anima sua. Ma ei sentiva ben presto che lasciava morendo una grande eredità di affetti; e una virtuosissima donna e tre frutti d'un dolcissimo amore ricorsero tosto al suo spirito innamorato e a voi li raccomando, diceva a quelli che lo accerchiavano, a voi raccomando la mia povera Giulia e i miei teneri figli. Poi in atto tranquillo perché confortato dai balsami della nostra divina Religione a mani giunte moriva col pensiero in Dio.
Ei lasciava una grande eredità di affetti; poiché la sua Giulia lo amò tanto da seguirlo, dopo la capitolazione della nostra sfortunata Treviso, insieme col più piccolo de' suoi bambini, nelle dure peregrinazioni di quasi tutta l'Italia, soffrendo stenti, fatiche e dolori inauditi. E andiamo, Ella diceva al marito e ai due affettuosissimi cognati, andiamo tutti e tre per vivere o morire insieme lontani dagli oppressori.
Povera Giulia! La tua sciagura è grande; ma è ancora più grande la dignità del tuo dolore; mentre tu sei inconsolabile perché il cielo non v'abbia morti tutti insieme, e perché la tua anima capace di tanti patimenti si sentiva pure capace pel sagrifizio di una esistenza consumata dall'amore.
Oh, Giulia! Venezia ti ammira e ti ama: essa saprà farsi una gloria della tua santa sventura!
Oh! Ferrante, oh! Giulio, fratelli superstiti e compagni d'arme del vostro amatissimo defunto, confortatevi con le memorie gloriose delle sue gesta, coll'amore e l'ammirazione ch'ei lascia nei valenti compagni del vostro eroico battaglione, colle cure ed affezioni con cui lo proseguono i vostri trevigiani, e colla nuova vita che per tutta l'Italia ei infuse mediante il suo purissimo sangue al nome di OLIVI.
Ricordiamoci che il carattere di veri italiani non possiamo acquistarlo che colle sventure! Una legge tuttora inflessibile ci serba e ci serberà forse per alcun tempo a crudeli disinganni, ad ineffabili angosce; ma noi sapremo adorarla; perciocché i popoli come gl'individui non possono amare con supremo amore che quelle cose che hanno loro costato lunga serie di dolori ed assidue privazioni di preziosi affetti, ed ardentissimi desiderj.
Oh! amico, nostro concittadino, dal sereno di quella patria che non trovasti in terra, infondi nei tristissimi nostri cuori quella forza d'anima che sotto la spada del dolore, tra le angosce crudeli, tra la tortura che strazia la debole umanità valga a moderare quella naturale irritazione che gravando sopra i patimenti ne raddoppia l'intensità, e spinge più a dentro il ferro nella ferità: quella forza d'anima che divida come in due parti il nostro essere; una consacrata al dolore, l'altra alle affezioni virtuose e all'aspetto dell'avvenire, ove giacciono spazii inaccessibili alle afflizioni presenti, e dove sei tu fra i gaudj della libertà e dell'amore infinito.